# Stuyvesant Square
El Distrito histórico de Stuyvesant Square o simplemente como Stuyvesant Square (en inglés: Stuyvesant Square Historic District) es un distrito histórico y parque ubicado en Nueva York, Nueva York. El Distrito histórico de Stuyvesant Square se encuentra inscrito como un Distrito Histórico en el Registro Nacional de Lugares Históricos desde el 21 de noviembre de 1980. 

## Ubicación
El Distrito histórico de Stuyvesant Square se encuentra dentro del condado de Nueva York en las coordenadas 40°44′02″N 73°59′06″O / 40.733889, -73.985.